# بيدرو اميليانو مونيوث
بيدرو اميليانو مونيوث (بالإسبانية: Pedro Emiliano Muñoz)‏ (9 يونيو 1986 - ) هو مدرب كرة قدم ولاعب كرة قدم تشيلي في مركز الهجوم. لعب مع نادي كوبريسال.